# Vithuvad petrell
Vithuvad petrell (Pterodroma lessonii) är en fågel i familjen liror inom ordningen stormfåglar.

## Utseende
Vithuvad petrell är en medelstor (40 cm) petrell med som namnet avslöjar vitt huvud. Runt ögat syns en tydlig mörk fläck. Vingarna är smala och långa, och även den spetsiga stjärten är lång. Ovansidan är ljusgrå, kontrasterande mot mörkgrå vingovansidor och övergump. Undersidan är mestadels vit. Den svarta, krokförsedda näbben är kraftig. Benen är skära till vitaktiga med svarta fläckar på tårna.

## Läte
Lätena består av ljusa och gälla visslingar som ”ti-ti-ti” eller ”wik-wik-wik” samt mörkare, klagande ”ooo-er’” och ”or-wik”.

## Utbredning och systematik
Vithuvad petrell häckar på subantarktiska öar i södra Indiska oceanen och Stilla havet, närmare bestämt kring Nya Zeeland på Macquarieön, Aucklandöarna, Antipodöarna och möjligen Campbellön samt Crozetöarna, Kerguelen och möjligen Prins Edwardöarna. Den behandlas som monotypisk, det vill säga att den inte delas in i några underarter. Genetiska studier visar att den är nära släkt med vitbukig petrell (Pterodroma incerta), nordöpetrell (P. gouldi) och långvingad petrell (P. macroptera).

## Levnadssätt
Vithuvad petrell häckar från augusti till maj, ensam eller i kolonier och placeras sitt bo i jordhålor som den gräver ut i gräs- och örtvegetation. Den uppträder till största delen pelagiskt, då ofta ensam, och lever av mindre bläckfiskar och kräftdjur.

## Status och hot
Arten har ett stort utbredningsområde och en stor population, men tros minska i antal, dock inte tillräckligt kraftigt för att den ska betraktas som hotad. Internationella naturvårdsunionen IUCN kategoriserar därför arten som livskraftig (LC).

## Namn
Fågelns vetenskapliga artnamn hedrar René-Primevère Lesson (1794-1849), kirurg i franska flottan tillika naturforskare och upptäcktsresande.